# Little Movements
Little Movements è un album in studio del bassista e compositore tedesco Eberhard Weber, registrato nel luglio 1980 e pubblicato lo stesso anno.

## Accoglienza
La recensione su AllMusic di Scott Yanow assegna all'album un voto di tre stelle su cinque, scrivendo che: «la musica generalmente introspettiva si sviluppa lentamente e gli occasionali momenti topici sono sovrastati da punti morti. Un ascolto attento rivela qualche bel gioco, ma la maggior parte dei collezionisti di jazz probabilmente pensa a questo disco come musica di sottofondo d'alta classe».

| Recensione                          | Giudizio |
| ----------------------------------- | -------- |
| AllMusic                            | [ 1 ]    |
| The Rolling Stone Jazz Record Guide | [ 2 ]    |

## Tracce
Tutte le composizioni di Eberhard Weber, eccetto dove indicato.
1. The Last Stage of a Long Journey – 9:36
2. Bali (Rainer Brüninghaus) – 12:26
3. A Dark Spell – 8:23
4. Little Movements – 7:26
5. "No Trees?" He Said – 5:01

## Formazione
- Eberhard Weber – contrabbasso
- Charlie Mariano – sassofono soprano, flauto
- Rainer Brüninghaus – pianoforte, sintetizzatore
- John Marshall – batteria, percussioni